# Amstetten
Amstetten – miasto w Austrii, w kraju związkowym Dolna Austria, siedziba powiatu Amstetten. Leży na przedgórzu Alp. Liczy 23,17 tys. mieszkańców (1 stycznia 2015).
Ośrodek handlowy i turystyczny. W mieście rozwinął się przemysł metalowy oraz drzewny.
W mieście znajduje się stacja kolejowa Amstetten.

## Urodzeni w Amstetten
- Josef Fritzl (ur. 1935), austriacki przestępca.
- Ursula Puchebner (ur. 1965), austriacka polityczka.
- Stanisław Waszkowski (1915-1991), działacz ruchu oporu[2]

## Współpraca
Miejscowości partnerskie:
- Alsfeld, Niemcy
- Pergine Valsugana, Włochy
- Ruelle-sur-Touvre, Francja